# Tribut
En tribut er en sum af noget, som regel penge, som man skylder nogen. Udtrykket bruges blandt andet om løsepenge og regelmæssige gebyrer en vasalstat betaler.
| Økonomi | Spire Denne artikel om økonomi er en spire som bør udbygges. Du er velkommen til at hjælpe Wikipedia ved at udvide den. |